# تيم نيلسن (لاعب كرة قدم)
تيم نيلسن (بالنرويجية البوكمول: Tim André Nilsen)‏ هو لاعب كرة قدم نرويجي في مركز الهجوم، ولد في 7 أكتوبر 1992 في برغن في النرويج. لعب مع نادي سوغندال لكرة القدم ونادي فريدريكستاد ونادي ليونغسكايل ونادي ميوندالن.

## وصلات خارجية
- تيم نيلسن (لاعب كرة قدم) على موقع اتحاد النرويج (النرويجية)
- تيم نيلسن (لاعب كرة قدم) على موقع قاعدة بيانات كرة القدم.إي يو (الإنجليزية)
- تيم نيلسن (لاعب كرة قدم) على موقع Soccerway.com (الإنجليزية)